# Palmarès dell'Esteghlal Cultural and Athletic Club
L'Esteghlal Cultural and Athletic Club, noto semplicemente come Esteghlal (in persiano باشگاه فوتبال استقلال تهران‎, "Club culturale e atletico Indipendenza"), è una società calcistica con sede a Teheran, la capitale dell'Iran.
La squadra, tra le più sostenute del continente in termini di tifosi, è una delle più titolate d'Iran, avendo vinto 10 campionati iraniani, 8 Coppe dell'Iran (record), oltre a 2 AFC Champions League che ne fanno il club iraniano più decorato a livello internazionale.

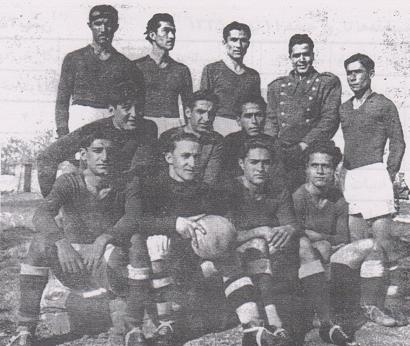
La squadra del Docharkheh Savaran (Taj) nel 1946

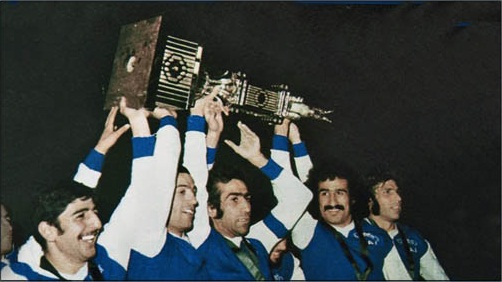
Il Taj vincitore della Coppa Takht Jamshid del 1974

## Competizioni nazionali
- Campionato iraniano: 10

1957, 1970-1971, 1974-1975, 1989-1990, 1997-1998, 2000-2001, 2005-2006, 2008-2009, 2012-2013, 2021-2022
- Coppa d'Iran: 8  (record)

1976-1977, 1995-1996, 1999-2000, 2001-2002, 2007-2008, 2011-2012, 2017-2018, 2024-2025
- Supercoppa d'Iran: 1

2022

- Coppa del Trono di Jamshid: 1

1974-1975

## Competizioni regionali
- Campionato provinciale di Teheran: 13 (record)

1949-1950, 1952-1953, 1956-1957, 1957-1958, 1959-1960, 1960-1961, 1962-1963, 1968-1969, 1970-1971, 1972-1973, 1983-1984, 1985-1986, 1991-1992
- Coppa Hazfi di Teheran: 3

1946-1947, 1950-1951, 1958-1959
- Supercoppa di Teheran: 1

1994

## Competizioni internazionali
- AFC Champions League: 2

1970, 1991

## Altri piazzamenti
- Campionato iraniano:

Secondo posto: 1973-1974, 1991-1992, 1994-1995, 1998-1999, 1999-2000, 2001-2002, 2003-2004, 2010-2011, 2016-2017
Terzo posto: 1971-1972, 2004-2005, 2009-2010, 2011-2012, 2015-2016, 2017-2018, 2018-2019, 2020-2021, 2022-2023
- Coppa d'Iran:

Finalista: 1989-1990, 1998-1999, 2003-2004, 2015-2016, 2019-2020, 2020-2021, 2022-2023
Semifinalista: 2010-2011, 2012-2013, 2013-2014
- Supercoppa d'Iran:

Finalista: 2018, 2025
- Coppa del Trono di Jamshid:

Secondo posto: 1973-1974
- Campionato provinciale di Teheran:

Secondo posto: 1946-1947, 1951-1952, 1958-1959, 1969-1970, 1982-1983, 1989-1990, 1990-1991
- Coppa Hazfi di Teheran:

Finalista: 1945-1946, 1969-1970
- Coppa del Trono di Jamshid:

Secondo posto: 1973-1974
- AFC Champions League:

Finalista: 1991, 1999
Semifinalista: 1971, 2001-2002, 2013
- Coppa delle Coppe dell'AFC:

Semifinalista: 1996-1997, 2000-2001